# Eddy Sylvestre
Eddy Sylvestre Negadi (Aubagne, 29 de agosto de 1999), más conocido como Eddy Sylvestre, es un futbolista francés que juega de centrocampista en el Grenoble Foot 38 de la Ligue 2.

## Trayectoria
Comenzó su carrera deportiva en el filial del Olympique de Marsella, club que dejó para fichar por el O. G. C. Niza.
El 22 de diciembre de 2018 hizo su debut como profesional con el Niza, en la derrota por 2-0 frente al R. C. Estrasburgo, en la Ligue 1.
En la temporada 2019-20 estuvo cedido en el A. J. Auxerre y en la siguiente se marchó a Bélgica para jugar en el Standard de Lieja. Allí estuvo un año antes de volver a Francia para jugar a préstamo en el Pau F. C. En este equipo permaneció una segunda campaña, ya en propiedad, y en julio de 2023 se unió al Grenoble Foot 38.

## Clubes
| Club                     | País    | Año       |
| ------------------------ | ------- | --------- |
| Olympique de Marsella II | Francia | 2016-2017 |
| O. G. C. Niza II         | Francia | 2017-2018 |
| O. G. C. Niza            | Francia | 2018-2020 |
| A. J. Auxerre (cedido)   | Francia | 2019-2020 |
| Standard de Lieja        | Bélgica | 2020-2022 |
| Pau F. C. (cedido)       | Francia | 2021-2022 |
| Pau F. C.                | Francia | 2022-2023 |
| Grenoble Foot 38         | Francia | 2023-     |